# 山沖勇輝
山沖 勇輝（やまおき ゆうき、1991年3月5日 - ）は、日本の俳優、タレント。東京都出身、身長182cm、血液型はO型。愛称はオッキー。R-UPに所属していたが、現在はフリー。

## 略歴
小学生の頃に妹が通っていたダンススクールの先生の勧めでダンススクールに入る。『NHK紅白歌合戦』のバックダンサー、『筋肉番付』の「TV体操21」などの出演経験がある。2002年、舞台『ありがとうサボテン先生』で俳優デビュー。
2009年4月に大学の経済学部に進学。同年7月から舞台『ミュージカル テニスの王子様』に出演。
2012年2月、俳優集団NAKED BOYZに加入。2015年8月31日をもって同集団を卒業した。
2017年8月、8年間交際していた一般女性との結婚と7月20日に第1子男児が誕生したことを報告した。

## 人物
特技はダンス（ヒップホップ・ジャズ）、バスケットボール。趣味は自転車、ドライブ、ゴルフ。

## 出演

### 舞台
- ありがとうサボテン先生（2002年3月、日生劇場） - 淳 役
- ミュージカルレビュー Kiddy（2003年 - 2007年、博品館劇場・日本橋劇場）
- イリュージョンWiZ（2007年 - 、豊島園・富山オーバードホール 他）
- ミュージカル テニスの王子様（2009年 - 2010年） - 柳蓮二 役
  - The Final Match 立海 First feat. 四天宝寺（2009年7月 - 10月、日本青年館 他）
  - The Final Match 立海 Second feat. The Rivals（2009年12月 - 2010年3月、日本青年館 他）
  - Dream Live 7th（2010年5月、神戸ワールド記念ホール/横浜アリーナ）
- ミュージカル ココ・スマイル（2010年8月、シアターサンモール） - 斉藤祐一 役
- 世界は僕のCUBEで造られる（2010年11月、新宿シアターブラッツ） - 主演 「僕」役
- ミュージカル トゥルークリスマス〜奇蹟のおまじないジングルジングラ〜（2010年12月、東京芸術劇場小ホール1） - レオ 役
- 笑うマネキねこ（2011年1月 - 2月、シアター711） - 笹木千太郎 役
- 時空警察ヴェッカーサイト（2011年2月、伝承ホール） - 時空刑事シン 役
- VAMPIRE HUNTER（2011年6月、笹塚ファクトリー） - アウデンティア 役
- 夏の夜の夢〜から騒ぎの森〜（2011年7月、築地ブディストホール） - 妖精パック 役
- 下北箱庭HEARTs（2011年8月 - 9月、下北沢シアター711） - 西野進 役
- メモ・リアル the THEATRE!（2011年9月 - 10月、全電通ホール 他） - 武士 役、他
- SOUL FLOWER（2011年11月、笹塚ファクトリー） - クロサワコージ 役
- 神☆ヴォイス〜Go!Go!Dreamers!!〜（2012年3月、MAKOTOシアター銀座） - 篠原海人 役
- あるジーサンに線香を（2012年4月、三越劇場/中日劇場）
- 自分が嫌いになる、その前に。（2012年10月、シアターグリーン） - 主演 テト 役
- サクラ大戦奏組〜雅なるハーモニー〜（2012年11月、全労済ホール／スペース・ゼロ） - 襟戸勇 役[9]
  - サクラ大戦奏組〜薫風のセレナーデ〜（2013年9月、天王洲銀河劇場） - 襟戸勇 役[10]
- 危機之介御免（2013年4月、シアターグリーン） - 水戸光国 役
- 佐川男子（2013年5月、築地ブディストホール） - 佐山仁 役
- 理由なき反抗（2013年5月 - 6月、シアターKASSAI）
- サムライカウボーイ（2013年12月、中野テアトルBONBON） - 遠藤網乃助 役
- 超歌劇『幕末Rock』（2014年12月、天王洲銀河劇場）
  - 超★超歌劇『幕末Rock』（2015年8月、Zeppブルーシアター六本木　他）
  - 超歌劇『幕末Rock』黒船来航（2016年9月、EX THEATER ROPPONGI　他）
- ユメオイビトの航海日誌（2015年2月、シアターサンモール） - シド 役[11]
- 神様はじめました THE MUSICAL♪（2015年3月、東京芸術劇場プレイハウス）
- 舞台「戦国無双」関ヶ原の章（2015年5月、シアター1010） - 島左近 役
  - 舞台「戦国無双」四国遠征の章（2016年7月 - 8月、AiiA 2.5 Theater Tokyo） - 島左近 役[12]
- ミュージカル「ヘタリア」 - ロシア 役
  - Singin' in the World（2015年12月、Zeppブルーシアター六本木）
  - The Great World（2016年11月、シアター1010　他）
  - in the new world（2017年7月 - 8月、シアター1010　他）
  - FINAL LIVE〜A World in the Universe〜（2018年3月17日 - 18日、幕張メッセ イベントホール/3月21日、フェスティバルホール）
  - The world is wonderful（2021年12月16日 - 19日、COOL JAPAN PARK OSAKA WWホール / 12月23日 - 31日、品川プリンスホテル ステラボール）
  - ヘタリア〜The glorious world〜（2024年8月9日 - 12日、京都劇場 / 8月17日 - 19日、森ノ宮ピロティホール / 8月24日 - 9月8日、日本青年館ホール）[13]
- オトメステージVol.3「マフィアモーレ☆」（2016年2月、新宿村LIVE） - ジュディ 役
- JYUKAI-DEN -桃源-（2016年3月、CBGKシブゲキ!!） - 赤狼 役[14]
- ユースフル☆メソッド（2016年4月、築地ブディストホール） - 友則 役
- 朝劇 下北沢日曜チーム「朝が起きたら」（2016年5月、VIZZ CAFE）
- BankBangLesson!!（2016年9月、六行会ホール）
- VSクリスマス（2016年12月、新宿シアターモリエール）[15]
- Messiah メサイア -暁乃刻-（2017年2月、池袋サンシャイン劇場　他） - 柚木小太郎 役
  - Messiah メサイア -悠久乃刻-（2017年8月 - 9月、天王洲銀河劇場　他） - 柚木小太郎 役
  - Messiah メサイア -月詠乃刻-（2018年4月14日 - 22日、シアターGロッソ / 4月27日-29日、メルパルクホール） - 柚木小太郎 役
- Battle Butler（2017年3月、六行会ホール） - 涼風隼人 役
- ユースフル☆メソッド〜再演〜（2017年4月、築地ブディストホール） - 友則 役[16]
- LOST SWORD（2017年5月、座・高円寺2） - 主演 シタン 役
  - 【LOST SWORD】キャスト Special LIVE（2017年5月、高円寺HIGH）
- ある苅屋くんの人生（2017年6月、新宿村LIVE） - 主演 苅屋卓也 役[17]
- ウィズステージVol.4『結ひの忍』（2017年11月、六行会ホール） - 鮭延益乃助 役[18]
- 雷ヶ丘に雪が降る（2017年12月、俳優座劇場） - 剛力大地 役[19]
- COLOR BOX vol.8（2018年2月17日、池袋シアターYES）
- 悪い女はよく拝む（2018年6月20日 - 24日、テアトルBONBON）
- 侍三銃士（2018年8月7日 - 9日、博品館劇場） - 安兎栖 役
- 君の中に眠るVampire（2018年8月29 - 31日、座・高円寺2） - 主演 レナード 役（W主演）
  - 君の中に眠るVampire SPECIAL LIVE（2018年9月1日、高円寺HIGH）
- 風の音聞こえず、鈴音が落ちる（2018年10月3日 - 8日、下北沢小劇場B1） - 主演 啓介 役[20]
- もーれつア太郎 木枯らしに踊る花吹雪（2018年12月19日 - 24日、俳優座劇場） - タンゴロー 役[21]
- 朗読劇「NO TRAVEL,NO LIFE」（2019年1月13日 - 14日、渋谷シダックスカルチャーホール） - 日替わりゲスト※1月14日出演
- レイルウェイ（2019年2月22日 - 3月2日、全労済ホール／スペース・ゼロ） - 青木田雄三 役[22]
- THE GOEMON〜episode 0〜（2019年3月27日 - 29日、座・高円寺2） - 榊十兵衛 役
  - THE GOEMON〜SPECIAL LIVE〜（2019年3月30日、代々木MUSE本館）
- 邪悪・ナイト・ライジング〜ダレンジャーズ・エピソード0〜（2019年4月24日 - 29日、築地ブディストホール） - 藤堂陣 役
- 笑っていいかも　vol.2〜ご覧のスポンサーの提供でお送りします〜（2019年5月17 - 19日、大塚ドリームシアター）
- ZERO公安警察特殊舞台『霧組』（2019年6月12日 - 16日、六行会ホール） - キング 役
- 彼異なるイサン（2019年7月10日 - 14日、テアトルBONBON） - 坂倉樹 役
- GEKIIKE本公演第10回「光芒のマスカレード -月光仮面異聞-」（2019年7月26日 - 8月12日、新宿村LIVE） - 桐生要 役[23]
- あの日、共に見た青空の下で（2019年10月12日 - 14日、新宿スターフィールド） - 主演 吉田健斗 役
  - SPECIAL LIVE（2019年10月15日、池袋レッドゾーン）
- 2.5 次元ダンスライブ「ALIVESTAGE」Episode 2「月花神楽〜青と緑の物語〜」（2019年11月8日 - 11月17日、ヒューリックホール東京(有楽町)） - 六道 役[24]
- 涙箱(RUIBAKO)vol.2〜涙腺崩壊、暗転で涙を拭ってください〜（2019年11月28日 - 12月1日、シアターシャイン）
- ダレンジャーズ2 〜エンド・オブ・ウォー〜（2020年1月23日 - 28日、六行会ホール） - 藤堂陣 役[25]
- Asterism vol.6「DOUBT」（2020年2月26日 - 3月2日、TACCS1179） - ツカサ 役[26]
- ミュージカル「チェーザレ 破壊の創造者」（2020年4月13日 - 5月11日、明治座） - アンリ 役（スクアドラ ロッサ / Wキャスト）[新型コロナウイルスの影響により全公演中止]
- 舞台「レイルウェイ」〜Take OFF〜（2020年6月20日 - 28日、草月ホール） - 青木田雄三 役[27] [新型コロナウイルスの影響により全公演中止]
- スマホ連動"ヒロイン体験朗読劇"「特別捜査密着24時」from 100シーンの恋＋（2020年7月3日 - 6日、R'sアートコート） - 野村忠信 役 ※7月5日出演[28]
- 朗読劇「星降る街」（2020年7月7日 - 13日、OPENREC.tv） - 洋平 役 ※7月12、13日出演[29]
- GEKIIKE本公演第11回「HIT LIST」（2020年8月26日 - 30日、全労済ホール／スペース・ゼロ / 9月4日 - 6日、ABC Hall / 9月11日 - 13日、北九州芸術劇場中劇場） - 牛嶋秀樹 役[30]
- 恋、燃ゆる。〜秋元松代作『おさんの恋』より〜（2020年10月19日 - 11月15日、明治座） - 与助/蛍遣い 役[31]
- 舞台『フクロウガスム』（2020年12月23日 - 27日、Geki地下Liberty） - 鷲木 役
- 知恵と希望と極悪キノコ（2021年2月23日 - 28日、紀伊國屋サザンシアター TAKASHIMAYA）[32]
- サンサーラ式葬送入門 -自在篇-（2021年3月11日 - 21日、シアターKASSAI） - 黒船晃一郎 役[33]
- 舞台「時空陰陽師」（2021年4月15日 - 18日、ラゾーナ川崎プラザソル） - 平将門/相良恭介 役[34]
- AD×STAGE 舞台「Another lenz」（2021年5月15日 - 23日、新宿FACE） - 森賢治 役[35]
- πTOKYOプロデュース『朝の朗読劇「帰れないふたり」6月公演』（2021年6月21日 - 7月4日、πTOKYO）※6月22、30日、7月2、4日出演
- 舞台「家族のはなし」（2021年8月14日 - 15日、ホクト文化ホール / 8月25日 - 29日、六行会ホール） - 槙田プロデューサー 役[36][新型コロナウイルスの影響により東京公演延期]
- 舞台「スペースなスペース」（2021年11月3日 - 7日、アトリエファンファーレ東池袋） - シマ・キンタロウ 役[37]
- ボーダレス（2022年1月26日 - 30日、バルスタジオ） - マスター 役[38]
- 新☆名探偵ポワロ（2022年4月8日 - 10日、こくみん共済 coop ホール／スペース・ゼロ） - ヘイスティングス 役[39]
- 舞台「SHAPE」（2022年6月15日 - 20日、新宿シアターモリエール） - 主演 高村浩 役[40]
- Re:Write→of…（2022年9月8日 - 11日、シアターサンモール） - 月輝計都 役
- 「あの夏の飛行機雲」-永南高校バスケットボール部-（2022年10月14日 - 23日、GARDEN 新木場FACTORY） - 名取慎一 役[41]
  - 「あの春は、いつまでも青い」-永南高校バスケットボール部-（2024年9月29日 - 10月6日、彩の国さいたま芸術劇場 小ホール）[42]
- ミュージカル「チェーザレ 破壊の創造者」（2023年1月7日 - 2月5日、明治座） - アンリ 役（スクアドラ ヴェルデ / Wキャスト）[43]
- 見世物革命ゴウマちゃん（2023年3月2日 - 5日、シアターグリーン BIG TREE THEATER） - 大将軍・徳川秀虎 役[44]
- 「モノクロ同盟」おとなのためのメルヘン（2023年3月22日 - 26日、萬劇場） - 三上 役
- 原色★歌謡曲図鑑（2023年5月11日 - 14日、CBGKシブゲキ!!） - 染谷アキト 役[45]
- 異説・狂人日記（2023年7月12日 - 16日、CBGKシブゲキ!!）[46]
  - 異説・狂人日記 再演（2025年7月3日 - 13日、三越劇場）[47]
- 舞台『宇宙戦艦ティラミス』完結編〜ファイナルラストはエンドの終わり〜（2023年9月2日・3日、瑞穂市サンシャインホール / 9月7日 - 17日、IMAホール） - タタ・デーウ 役[48]
- 舞台『テムとゴミの声』第二章〜また会えたなら〜（2024年2月28日 - 3月3日、CBGKシブゲキ!!）[49]
- ミュージカル『悪ノ娘』（2024年3月13日 - 17日、こくみん共済 coop ホール／スペース・ゼロ） - キール 役[50]
- 舞台『淡海乃海-天下静謐の雫となりて-』（2024年5月29日 - 6月2日、草月ホール） - 松永久秀 役[51]
- 舞台『覇権DO!!〜戦国高校天下布武〜』（2024年11月1日 - 5日、シアター・アルファ東京） - 織田信長 役[52]
- ACTORS×BATTLE II（2024年12月28日・29日、シアターグリーン BASE THEATER）[53]
- @emotion presents Expression Vol.10 金『IKIZAMA』（2025年1月15日 - 19日、六行会ホール）[54]
- 東京印vol.27『THEATER』〜君に会いたい〜（2025年4月30日 - 5月4日、ザ・ポケット）[55]
- 江戸川乱歩朗読劇『幻調乱歩大系』（2025年3月6日 - 9日、草月ホール）[56]
- 舞台『地獄の控室』（2025年5月30日 - 6月8日、ザ・ポケット） - ベン 役[57]
- 歌劇「千本桜〜令和間引刻〜」（2025年10月30日 - 11月3日、こくみん共済 coop ホール／スペース・ゼロ） - 御前賀忠志 役[58]
- 幻想水滸伝-門の紋章戦争篇-（2025年12月〈予定〉、シアターH 他） - パーン 役[59]
- 劇団アレン座プロデュース 舞台 『TOU -REBUILD-』（2026年1月13日 - 20日、IMAホール）[60]

### テレビドラマ
- アイドル都市伝説 #12「猿夢」（2012年10月 - 11月、スカパー・PigooHD） - 若林啓介 役

### 映画
- 時空警察ヴェッカー デッドリーナイトシェード（2012年） - 北島隼人 役
- メサイア外伝 -極夜 Polar night-（2017年） - 柚木小太郎 役

### CM
- SANYO「SANYOエアコン」フィルターボーイズ篇（2001年）
- 児童英検 インフォマーシャル（2008年）
- オージービーフ （2013年)
- ヨドバシカメラ （2014年）
- DHC「DHC濃密うるみカラーリップクリーム」告白篇（2019年）[61]

### イベント
- Messiah メサイア -宵宮乃刻-（2016年9月17日、ニッショーホール）[62]
- Special live performance 「YELL」(2017年3月13日、渋谷マウントレーニアホール)
- Messiah メサイア -TALK MISSION'17- (2017年12月16日、ニッショーホール)[63]
- Destiny 〜Live in the moment 9schoo1 of Life（2018年5月13日 - 14日、ラゾーナ川崎プラザソル）
- 「花の◯年組」 (2019年12月31日、横浜BayHall)[64]
- De-LIGHT2020年新春イベント 〜春は春でも桜が吹いてしまいました〜 (2021年4月14日 - 15日、音部屋スクエア)[65]

## 作品

### 写真集
- PURE SMILE 18歳の僕（2009年10月31日、スタジオワープ 撮影：ハービー・山口）ISBN 978-4903451992
- 千紫万紅（2011年3月5日、スタジオワープ 撮影：DAIGO SATO）ISBN 978-4864000185